# Eulogio Allendes Álvarez de Toledo
Eulogio Allendes Álvarez de Toledo (Santiago, 17 de marzo de 1828-Santiago, septiembre de 1891) fue un ingeniero agrimensor y político chileno.

## Primeros años de vida
Fue hijo de Ramón Allendes y de Rosario Álvarez de Toledo. Realizó sus estudios en el Instituto Nacional y en la Universidad de Chile, donde se tituló de Ingeniero Agrimensor, el 4 de febrero de 1850.
En 1856 fue nombrado adicto a la Legación de Chile en Francia, lo que le permitió ampliar sus conocimientos de ingeniería. A su regreso en 1859, fue nombrado miembro de la Facultad de Ciencias Físicas y Matemáticas de la Universidad de Chile. Nombrado por la Facultad de Ciencias Físicas y Matemáticas a la Comisión Central de Meteorología el 20 de diciembre de 1884. 

### Matrimonio e hijos
Se casó con Enriqueta de la Cuadra Moreno, con quien tuvo dos hijos. 

## Vida pública
Gestor de la construcción del ferrocarril de San Felipe a Los Andes, lo que hizo que la Municipalidad de ese Departamento le obsequiara una caja con una tarjeta de oro como una manifestación de gratitud y reconocimiento.
Militante del Partido Liberal. Fue elegido Diputado por el departamento de Laja, Nacimiento y Mulchén en 1867. Reelecto en 1870, esta vez fue representando a Los Andes, diputación que mantuvo en las elecciones de 1873 y 1876.
Ahirió posteriormente a las ideas de Benjamín Vicuña Mackenna e ingresó al Partido Liberal Democrático, por el cual fue elegido Diputado por Ovalle en 1879-1882. El 25 de febrero de 1886 fue designado Intendente de Talca, renunciando al cargo justo un año más tarde. El 15 de octubre de 1890 fue nombrado Ministro de Industria y Obras Públicas.
Elegido Diputado por Rere (1888-1891) y por Curepto (1891-1894). El 21 de abril de 1891 fue nombrado presidente de la Cámara de Diputados. Fue un férreo defensor del Presidente José Manuel Balmaceda Fernández en la Guerra Civil de 1891. Su hogar fue destruido el 29 de agosto de ese año, en plena revolución. El sufrimiento moral fue mayor y murió sumido en una depresión severa al mes siguiente.

## Publicaciones
Publicó varios libros, entre ellos: Marcha y progreso de las ciencias físicas y matemáticas en Chile, Un viaje en los vapores de la Mala de Pacífico, Una mirada del desierto de Atacama, El libro de mis hijos y Los genios de las ciencias.